# Dashing Warrior Muteking
Muteking, The Dashing Warrior (яп. とんでも戦士ムテキング Тондэмо Сэнси Мутэкинг) — японский аниме-сериал, выпущенный студией Tatsunoko Productions. Транслировался по телеканалу Fuji TV с 7 сентября 1980 года по 27 сентября 1981 года. Всего выпущено 56 серий аниме. Сериал был дублирован на французском и итальянском языках.

## Сюжет
12-летний мальчик Рин Юки всегда поддерживал отца-учёного, которого высмеивали друге учёные после того как отец заявил о грядущем нападении инопланетян на Землю. Внезапно Рин встречает странное существо, которое объявляет себя инопланетным помощником шерифа и прибыл на Землю, чтобы поймать шайку инопланетных бандитов — братьев Куродако, намеревающихся захватить власть над человечеством. Инопланетянин дарует Рину супер-силу «Мутекинг», чтобы тот помог ему в поимке злых инопланетян.

## Список персонажей
Рин — главный герой истории, ему 12 лет, живёт в Америке и занимается фигурным катанием. Решает помочь Токоро в поимке бандитов-осьминогов. Так начинает везти двойной образ жизни: спасать Землю от пришельцев и посещать школу, дальше занимаясь катанием.
Такоро — молодой инопланетянин, похожий на осьминога, родом из планеты Тако. Является заместителем местного шефа полиции. Очень решительный и твёрдый, намеревается стать шерифом, однако часто из-за недальновидности попадает в опасные ситуации. Несмотря на нестандартный вид, пользуется большой популярностью у земных девушек.
Профессор — безумный профессор, и отец Рина с Сонни. Астроном, знает о Такоро и стремится узнать у него как можно больше информации о его родном мире. Располагает огромной подземной лабораторией с телескопом.
Коару — мать Рина и глава полиции Сан-Франциско, одержима идеей полностью очистить город от «грязи». Может выйти из себя из-за незначительной проблемы. Не верит в существование Мутекинга, при попытке Рина доказать свою правоту, ругает сына, говоря, что тот слишком много смотрит телевизор.
Сонни — старший брат Рина. Полицейский и квалифицированный детектив, но не опытен, часто упускает жертву. Несколько раз ему удавалось поймать братьев осьминогов.
Мити — двоюродная сестра Рина и Сонни. Ей 6 лет. Катается на коньках, как и Рин. Влюбилась в Такоро.
Нубон — антропоморфная собака, которая может говорить. Недолюбливает Такоро, так как до его прибытия, Рин уделял Нубону больше внимания. Несмотря на это, всё таки подружился с ним.
Какокики — лидер банды братьев осьминогов, самый старший из всех, имеет красную полосу на голове. Любит свою роль, очень жестокий. Может принимать облик человека.
Такомаро — член банды братьев осьминогов. На вид выглядит тонким, имеет жёлтую полосу на голове. Также самый умный из всех, может часами проводить за изучением земных книг, чтобы найти новые способы помочь завоевать Землю
Такосаку — третий член банды братьев осьминогов. Носит синюю полосу на голове, самый низкий из всех, имеет непринуждённый и игривый характер.
Такоми — младший член банды братьев осьминогов и единственная женщина в команде. Романтическая натура, в облике человека имеет светлые курчавые волосы. Страстно влюблена в Мутекинга, из-за чего сильно страдает, так как является ему врагом.